# Pio Gaddi
Pio Gaddi (Roma, 15 marzo 1929 – Roma, 20 dicembre 2024) è stato un judoka e allenatore di judo italiano.
Inizia a praticare judo sotto la guida del maestro Ken Noritomo Otani insegnante del Kōdōkan e del maestro Tommaso Betti Berutto, vincendo nel 1952 ai Campionati europei di Parigi.
Successivamente dopo essersi ritirato dall'attività agonistica fonderà e dirigerà dal 1958 al 1978 la palestra Judokwai di Roma.
Come arbitro internazionale arbitrerà dal 1958 al 1989 40 campionati europei, 15 campionati mondiali e quattro Olimpiadi.
Maestro ed Arbitro benemerito è stato promosso 8 dan dalla FIJLKAM nel 2007.
È stato insignito nel 2008 dell'Oscar del Budo per la puridecennale attività al servizio del Judo italiano.

## Fonti
https://web.archive.org/web/20121118073302/http://www.asborgoprati1899.com/pages/Pio_Gaddi_curriculum.htm
http://www.2out.it/04/roma-assegnati-gli-oscar-del-budo-2008/